# Ажинов, Василий Александрович
Василий Александрович Ажинов (1866—1931) — русский и донской казачий военачальник, генерал-лейтенант.

## Биография
Родился 30 мая 1866 года. Из дворян Войска Донского, казак станицы Ново-Николаевской.

### Военная служба
- Образование получил в Воронежском кадетском корпусе (1885).
- В службу вступил 01.09.1885.
- Окончил Михайловское артиллерийское училище (1892).
- Выпущен подпоручиком (ст. 04.03.1892) в Туркестанскую артиллерийскую бригаду.
- Поручик (ст. 18.01.1896).
- Штабс-капитан (ст. 27.07.1899).
- Капитан (ст. 27.07.1903).
- Участник Русско-японской войны 1904—1905. Был ранен и контужен.
- Подполковник (ст. 31.08.1911).
- Командир 3-й батареи 10-й Сибирской арт. бригады (с 1911).
- Участник первой мировой войны:
  - Командир 1-го Туркестанского строевого артиллерийского дивизиона (с 1915).
  - Награждён Георгиевским оружием (1915) и орденом Св. Георгия 4-й степени (1916).
  - Командир 8-го лёгкого мортирного артиллерийского дивизиона (с 11.07.1916).
- Генерал-майор (02.10.1917), командир 10-й Сибирской артиллерийской бригады (с 11.1917).
- Воевал в Донской армии и ВСЮР; с 05.1918 по 02.1920 — представитель войскового атамана ВВД при Кубанском правительстве.
- Генерал-лейтенант (1920).
- В Русской Армии находился до эвакуации Крыма. В эмиграции жил в Югославии.

### Революционная деятельность
- В 1886 году был введён В. Шейдевандом в петербургский военно-революционный народовольческий кружок. Присутствовал на собраниях кружка, происходивших на квартире Кудрявого, Кучина и Н. Шелгунова.
- Арестован 22 января 1887 года и привлечен к дознанию при Петербургском жандармском управлении по делу военно-революционного кружка (дело Н. Шелгунова, И. Аксентовича и других).
- С 22 января по 3 сентября 1887 года содержался в Петропавловской крепости.

Умер в Крагуеваце (Югославия) 24 октября 1931 года.

## Семья
- Отец — подполковник Ажинов, Александр Иванович.
- Брат — генерал-майор Ажинов, Иван Александрович.
- Дети — сыновья Александр и Владимир.

## Награды
- Орден Святой Анны 3-й степени (1905 год);
- Орден Святого Владимира 4-й степени с мечами и бантом (1905 год);
- Орден Святого Станислава 2-й степени (22 февраля 1913 года).
- Георгиевское оружие (21 мая 1915 года).
- Орден Святого Георгия 4-й степени (5 ноября 1916 года).